# Neurosfär

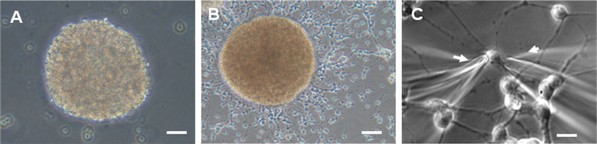

Neurosfärer kallas anhopningar av stamceller från hjärnan som växer i en artificiell cellkultur, in vitro. Neurosfärer tillåter experimentell manipulation av stamceller och har därför blivit ett vanligt instrument inom neurovetenskapen för att studera nybildning av nervceller i hjärnan. Neurosfärer består i huvudsak av en cellpopulation med den engelska beteckningen transient amplifying cells (C-celler).